# Supercopa italiana de futbol de 2024
La Supercopa italiana de 2024 (anomenada Supercopa EA SPORTS FC per motius de patrocini) va ser la 37a edició de la supercopa italiana.
El subcampió de la Serie A 2023–24, l'AC Milan, va derrotar a la final per 3–2 als guanyadors de la Serie A 2023–24, l'Inter de Milà, aconseguint així el seu vuitè títol de supercopa.

## Qualificació
El torneig va comptar amb els guanyadors i subcampions de la Serie A 2023–24 i de la copa italiana 2023–24.

### Equips qualificats
Els quatre equips següents es van classificar per al torneig. L'Atalanta es va classificar per primera vegada en la seva història.
| Equip         | Mètode de qualificació               | Participació | Última aparició com | Rendiment    | Rendiment   | Rendiment      |
| Equip         | Mètode de qualificació               | Participació | Última aparició com | Guanyador(s) | Subcampions | Semifinalistes |
| ------------- | ------------------------------------ | ------------ | ------------------- | ------------ | ----------- | -------------- |
| Inter de Milà | Guanyadors de la Sèrie A 2023–24     | 13a          | Guanyadors 2023     | 8            | 4           | –              |
| Juventus FC   | Guanyadors de la Copa Itàlia 2023–24 | 18a          | Subcampions 2021    | 9            | 8           | –              |
| AC Milan      | Subcampió de la Sèrie A 2023–24      | 13a          | Subcampions 2022    | 7            | 5           | –              |
| Atalanta      | Subcampió de la Copa Itàlia 2023–24  | 1a           | –                   | –            | –           | –              |

## Format
La competició va comptar amb dues semifinals per determinar els dos equips que jugarien la final. Els tres matxs es van jugar a un sol partit. Els partits van consistir en dues parts de 45 minuts cadascuna. En cas d'empat, els partits es decidirien per tanda de penals.

## Lloc
Els partits es van jugar a l'Estadi Universitari Rei Saüd de Riad, Aràbia Saudita, sent la cinquena vegada que la supercopa italiana se celebrava al país de l'Orient Mitjà.
| Riad Ubicació de la ciutat amfitriona de la Supercopa italiana de 2024. | Ciutat            | Estadi                       |
| ----------------------------------------------------------------------- | ----------------- | ---------------------------- |
| Riad Ubicació de la ciutat amfitriona de la Supercopa italiana de 2024. | Riad              | Estadi Universitari Rei Saüd |
| Riad Ubicació de la ciutat amfitriona de la Supercopa italiana de 2024. |                   |                              |
| Riad Ubicació de la ciutat amfitriona de la Supercopa italiana de 2024. | Capacitat: 25,000 |                              |

## Partits
- Els horaris indicats són SAST (UTC+3).

|  | Semifinals                | Semifinals |                           |   | Final | Final |
|  |                           |            |                           |   |       |       |
|  | 2 de gener de 2025 – Riad |            |                           |   |       |       |
|  |                           |            |                           |   |       |       |
|  | Inter de Milà             | 2          |                           |   |       |       |
|  | Inter de Milà             | 2          | 6 de gener de 2025 – Riad |   |       |       |
|  | Atalanta BC               | 0          |                           |   |       |       |
|  | Atalanta BC               | 0          | Inter de Milà             | 2 |       |       |
|  | 3 de gener de 2025 – Riad |            | Inter de Milà             | 2 |       |       |
|  |                           | AC Milan   | 3                         |   |       |       |
|  | Juventus FC               | AC Milan   | 3                         | 1 |       |       |
|  | Juventus FC               |            |                           | 1 |       |       |
|  | AC Milan                  | 2          |                           |   |       |       |
|  | AC Milan                  | 2          |                           |   |       |       |

### Semifinals
| Inter de Milà     | 2–0     | Atalanta BC |
| ----------------- | ------- | ----------- |
| Dumfries 49', 61' | Informe |             |

| Juventus FC | 1–2     | AC Milan                              |
| ----------- | ------- | ------------------------------------- |
| Yıldız 21'  | Informe | Pulisic 71' (pen.) · Gatti 75' (o.g.) |

### Final
| Inter de Milà                  | 2–3     | AC Milan                                    |
| ------------------------------ | ------- | ------------------------------------------- |
| L. Martínez 45+1' · Taremi 47' | Informe | Hernandez 52' · Pulisic 80' · Abraham 90+3' |